# 库蒂尔 (曼恩-卢瓦尔省)
库蒂尔（法語：Coutures，法語發音：[kutyʁ] ⓘ）是法国曼恩-卢瓦尔省的一个旧市镇，属于索米尔区。2016年12月15日，库蒂尔和相邻的9个市镇合并为新市镇布里萨克-卢瓦尔-欧邦斯。

## 地理
库蒂尔（47°21'45"N, 0°21'19"W）面积9.31 平方千米，位于法国卢瓦尔河地区大区曼恩-卢瓦尔省，该省份为法国西部内陆省份，大致对应安茹地区，北起顺时针与马耶讷省、萨尔特省、安德尔-卢瓦尔省、维埃纳省、德塞夫勒省、旺代省、大西洋卢瓦尔省和伊勒-维莱讷省接壤。
与库蒂尔接壤的市镇（或旧市镇、城区）包括：布莱松-圣叙尔皮斯、舍姆利耶、圣雷米拉瓦雷讷。

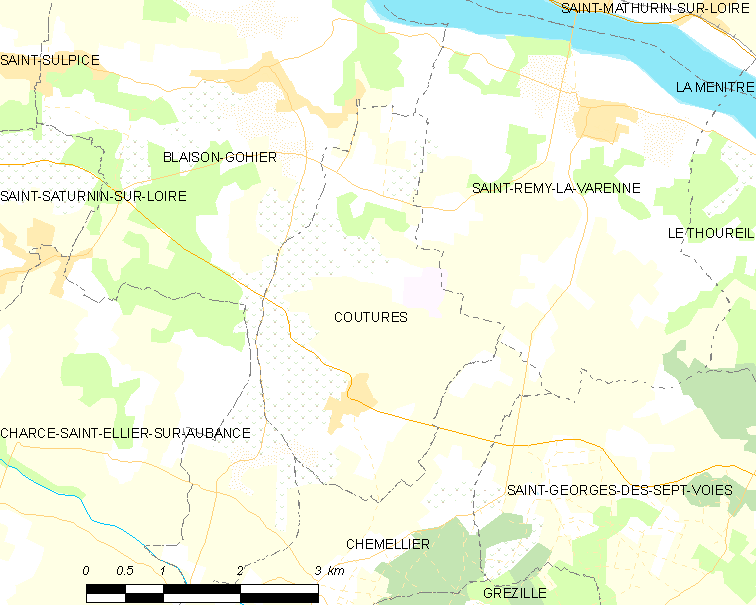
的OSM定位图

库蒂尔的时区为UTC+01:00、UTC+02:00（夏令时）。

## 行政
库蒂尔的邮政编码为49320，INSEE市镇编码为49115。

## 政治
库蒂尔所属的省级选区为安茹地区杜埃县。

## 人口

1962-2008年间人口变化图示

库蒂尔于2018年1月1日时的人口数量为540人。